# Enzo de Almeida Passos
Enzo de Almeida Passos (Itatiba, 13 de maio de 1928 - São Paulo, 20 de maio de 1991) foi um locutor de rádio, apresentador de televisão e compositor brasileiro. Ficou famoso por apresentar o programa Telefone Pedindo Bis, primeiramente na Rádio Bandeirantes, e, finalmente, na Rede Bandeirantes. É famoso, também, por ter sido compositor de diversas canções em parcerias, principalmente o seu maior sucesso, o samba-canção "Negue", feito em parceria com Adelino Moreira e sucesso na voz de Nelson Gonçalves.

## História
Enzo iniciou sua carreira na Rádio Bandeirantes, passando, em 1958, a apresentar o programa Telefone Pedindo Bis, que contava com a participação da audiência através do telefone pedindo a execução radiofônica dos maiores sucessos da época. Em 1960, iniciou a carreira de compositor em parceria com Adelino Moreira, compondo o samba-canção "Negue", grande sucesso na voz de Nelson Gonçalves naquele ano. Nos anos seguintes, a canção seria regravada por diversos artistas, como Cauby Peixoto, Agostinho dos Santos, Joanna, Elymar Santos, Pery Ribeiro, Angela Maria, Carlos Nobre e Maria Bethânia. No mesmo ano, compôs nova canção em parceria com Olegário Mazzer, a guarânia "Nunca me Abandones". Passou a apresentar o programa Festival dos Brotos, ainda na Rádio Bandeirantes. Em 1965, compôs o choro "Noites em Olinda", com Saraiva. Na mesma época, passou a apresentar o Programa Enzo de Almeida Passos, na TV Excelsior. A partir de 1969, levou para a televisão o seu programa de rádio, Telefone Pedindo Bis, na Rede Bandeirantes. A partir de meados da década seguinte, passou a apresentar o programa A Grande Parada Brasil, ainda pelo mesmo canal de televisão. O programa chegaria a render um LP autointitulado, com nomes como Belchior, Maria Creuza, Fafá de Belém, Ronnie Von, Ivan Lins, Luiz Ayrão, e Wando, tendo sido lançado em 1977. Nos anos 1970, compôs ainda "Louca", em parceria com Waldick Soriano. Em 1979, aposentou-se do rádio e da televisão. Em 1983, sua música "Negue" receberia uma inusitada versão punk rock pela banda Camisa de Vênus, na qual o vocalista ironiza a interpretação emotiva da mesma canção feita por Maria Bethânia, 5 anos antes.

## Composições
- "Negue", com Adelino Moreira
- "Nunca me Abandones", com Olegário Mazzer
- "Noites em Olinda", com Saraiva
- "Louca", com Waldick Soriano

## Discografia
Discografia dada pelo IMMUB.
- 1977 - A Grande Parada Brasil